# Залізниці Республіки Сербської
Željeznice Republike Srpske — ŽRS (серб. Жељезнице Републике Српске — ЖРС) — національна залізнична транспортна компанія Республіки Сербської. Це одна з двох залізничних компаній у Боснії і Герцеговини (іншою є Залізниця Федерації Боснії і Герцеговини (ŽFBH)). Залізниця має стандартну ширину колії. Довжина залізничних шляхів складає 424 км.

## Історія
Компанія утворена в 1991 році під назвою «Жељезніце Српске», але після підписання Дейтонських статей (утворенно Республіку Сербську) отримала свою сучасну назву — Željeznice Republike Srpske (ŽRS). Залізниці Республіки Сербської (ŽRS) була заснована в 1992 році зі штаб-квартирою в Баня-Луці, а з 1996 року штаб-квартира компанії перенесена в Добой, який завжди був містом залізничників і другим по величині залізничним вузлом в колишній Югославії.
24 червня 1997 року Залізниці Республіки Сербської (ŽRS) подала заявку на приєднання до міжнародного союзу залізниць. Міжнародний союз залізниць 10 березня 1998 року провів нараду, а на його 187-й сесії, що відбулася в Брюсселі 16 червня 1998 року, було прийнято рішення про допуск ŽRS до Міжнародного союзу залізниць. Це рішення було підтверджено Генеральною Асамблеєю Міжнародної спілки залізниць (МСЗ) 27 жовтня 1998 року в Берліні. Тоді Залізниці Республіки Сербської отримати свій міжнародний код 0044.
13 серпня 2010 року ZRS уклала контракт на купівлю 200 вагонів з польською компанією EKK Wagon, який включає в себе також обладнання для депо. Вагони призначені для руху 120 км/год з навантаженнями 22,5 тонни на вісь. Наказ був підписаний на суму € 20 млн кредиту, наданий польським урядом.

## Залізничні лінії Республіки Сербської
Загальна протяжність залізниць складає 418 км, з них одноколійних залізничних шляхів — 393 км, а 24,6 км — двоколійних.
Загальна протяжність електрифікованих залізничних колій на території Республіки Сербської становить 338 км.

## Основні напрямки перевезень
- Добой — Костайніца — Баня-Лука — Омарска — Прієдор — Нови-Град;
- Блатна — Нови-Град — Добой;
- Добой — Модріча — Шамац;
- Брчко МП — Брчко;
- Добой — Зворнік;
- Бієліна — Сремська Рача;
- Ябланица — Штрпці.

## Керівництво
- Драган Савановіч (серб. Dragan Savanović), генеральний директор[1]
- Драган Субашіч (серб. Dragan Subašić), виконавчий директор відділу інфраструктури[1]
- Драженко Тодоровіч (серб. Draženko Todorović), виконавчий директор відділу залізничний операцій[1]
- Браніслав Джуріца (серб. Branislav Đurica), виконавчий директор відділу економічних справ[1]
- Міленко Біліч (серб. Milenko Bilić), виконавчий директор відділу з правових питань[1]

## Рухомий склад залізниці
Локомотиви
- Електровоз 441;
- Дизель електровоз серії 661;
- Дизель гідравлічний локомотив 212;
- Дизель гідравлічний локомотив Rh-2062;
- Дизель електровоз серії 642;
- Дизель електровоз серії 643;
- Дизель мотор серії 813/814 (прізвисько Зек).

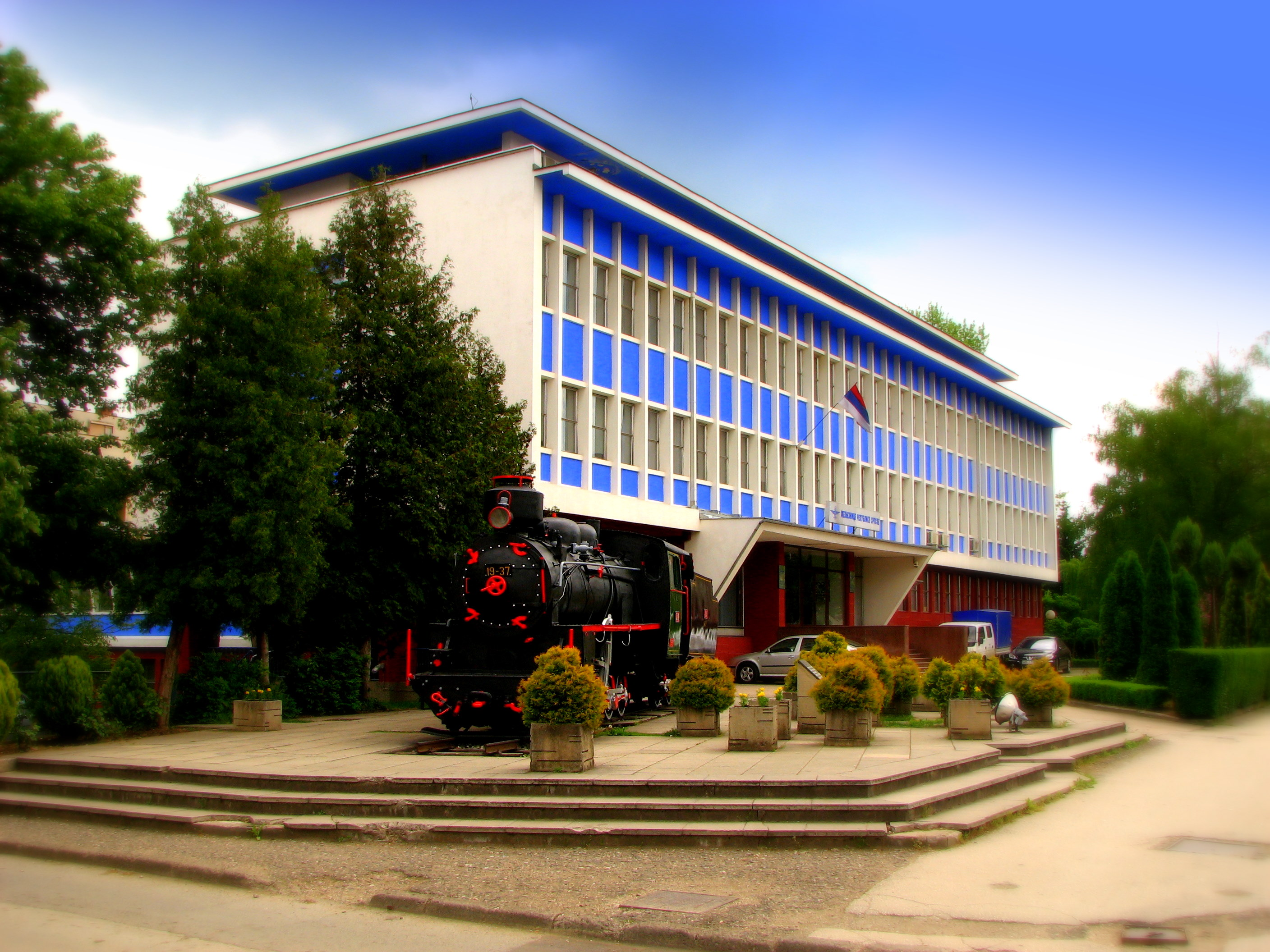
Штаб-квартира Залізниці Республіки Сербської в місті Добой
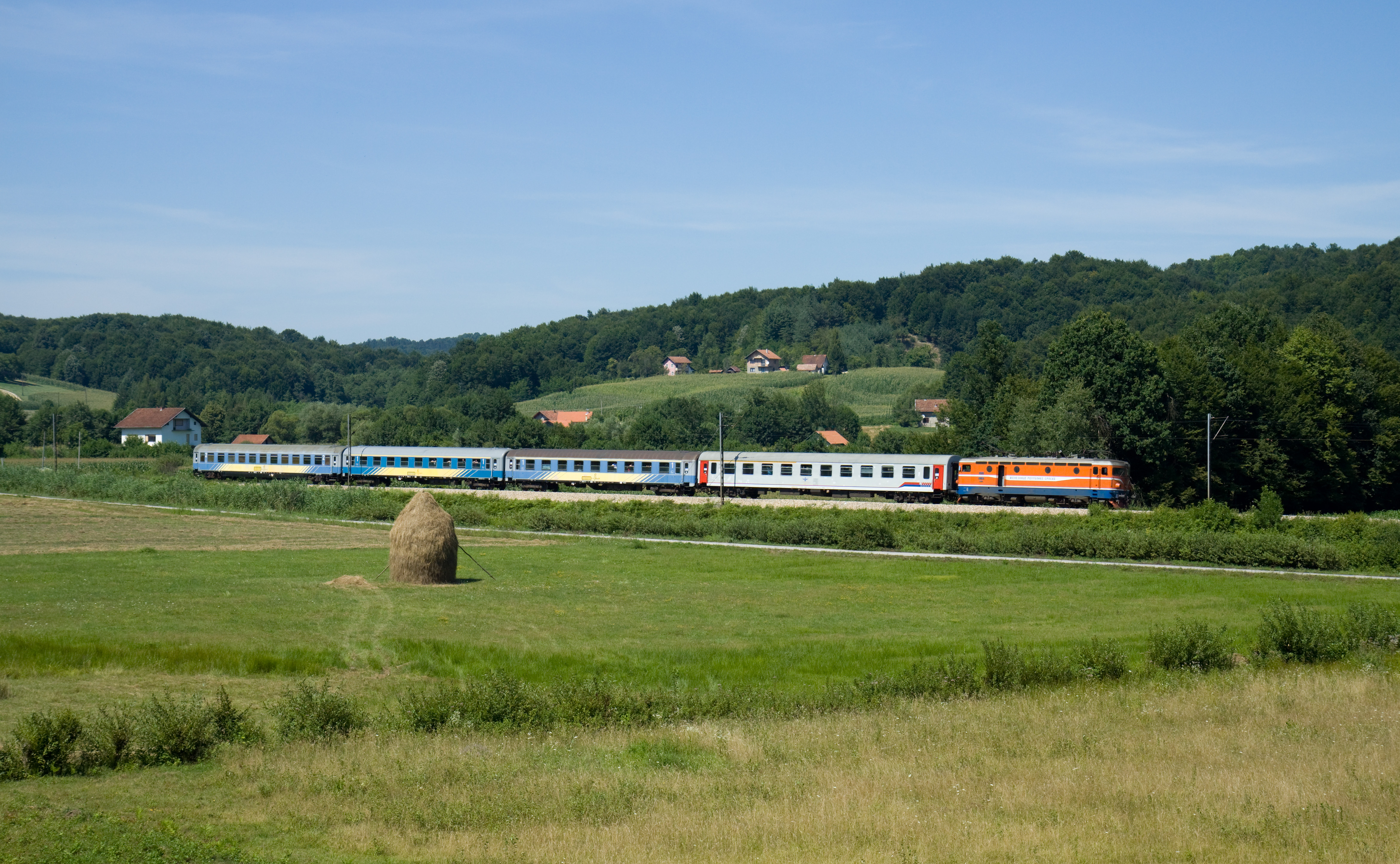
Електровоз серії 441
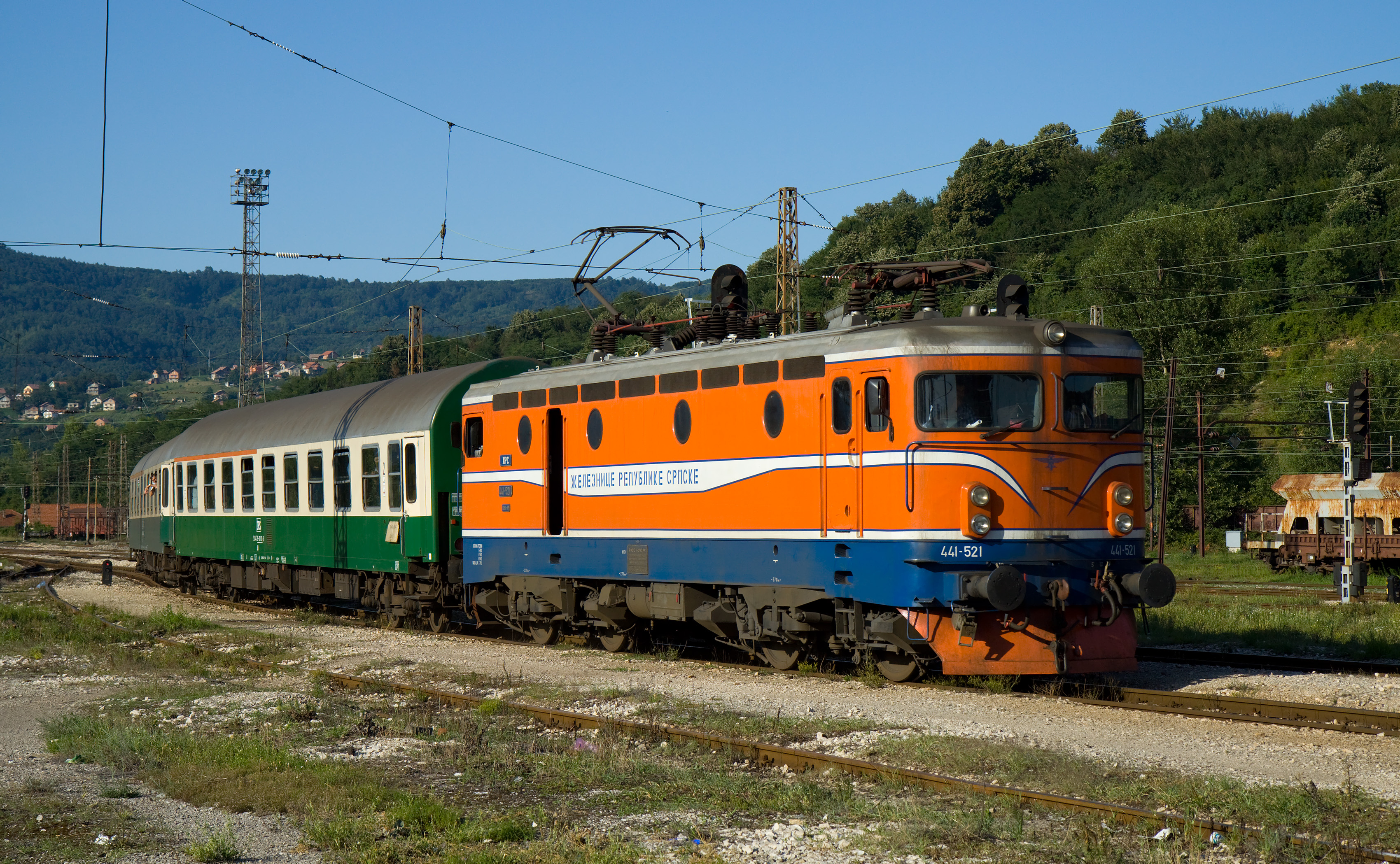
Електровоз Залізниці Республіки Сербської
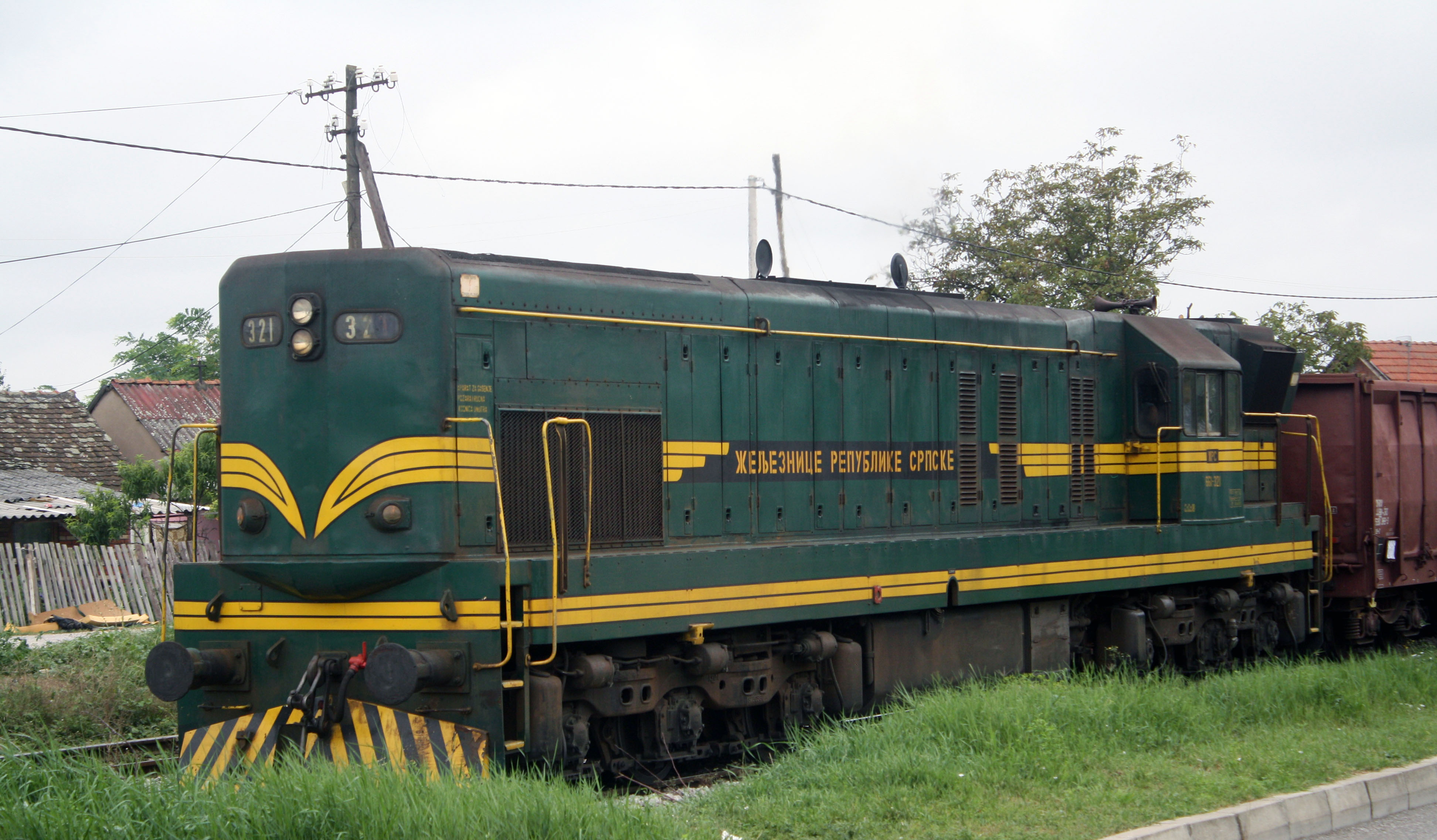
Дизель електровоз серії 661
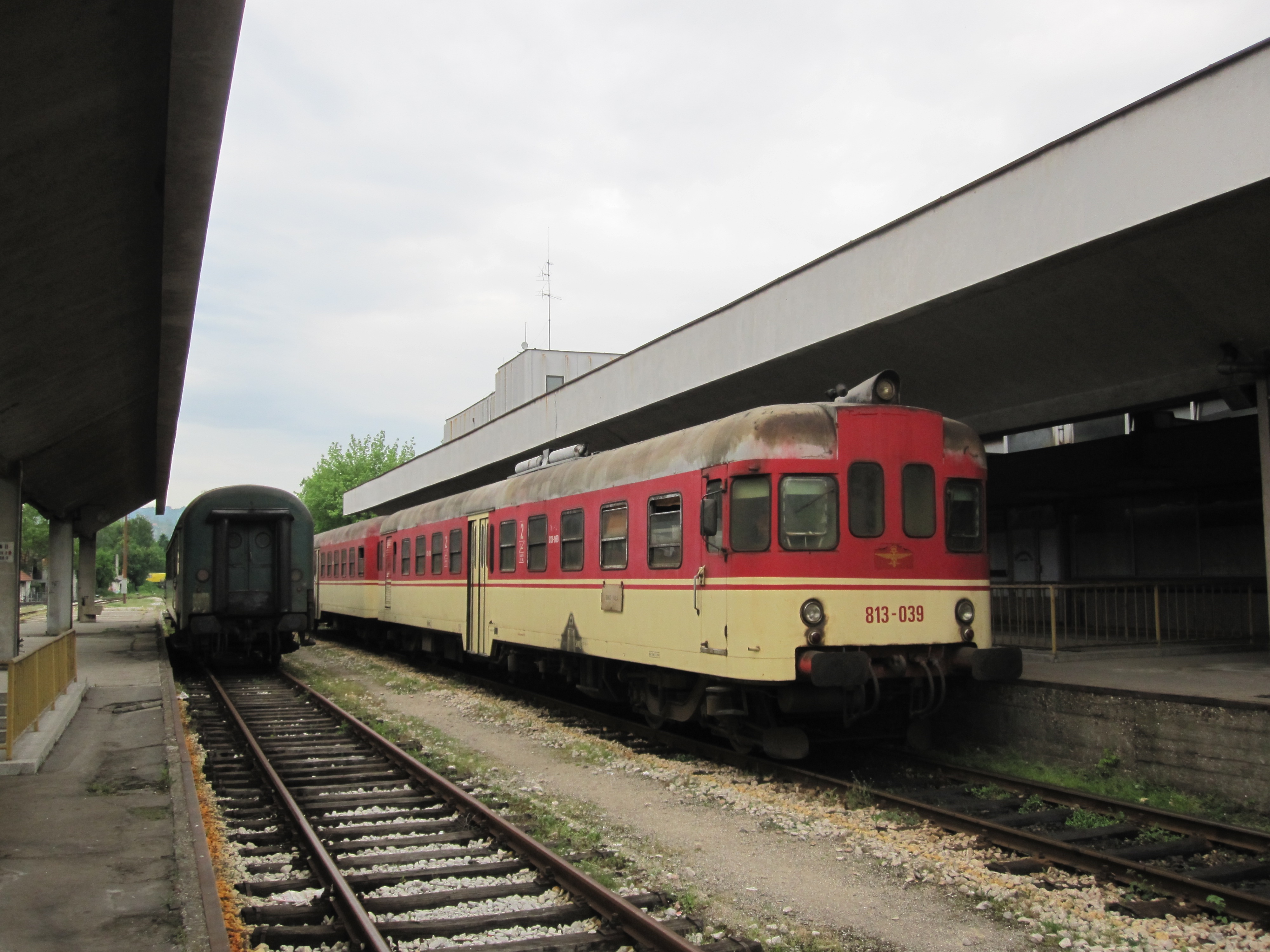
Дизель мотор серії 813
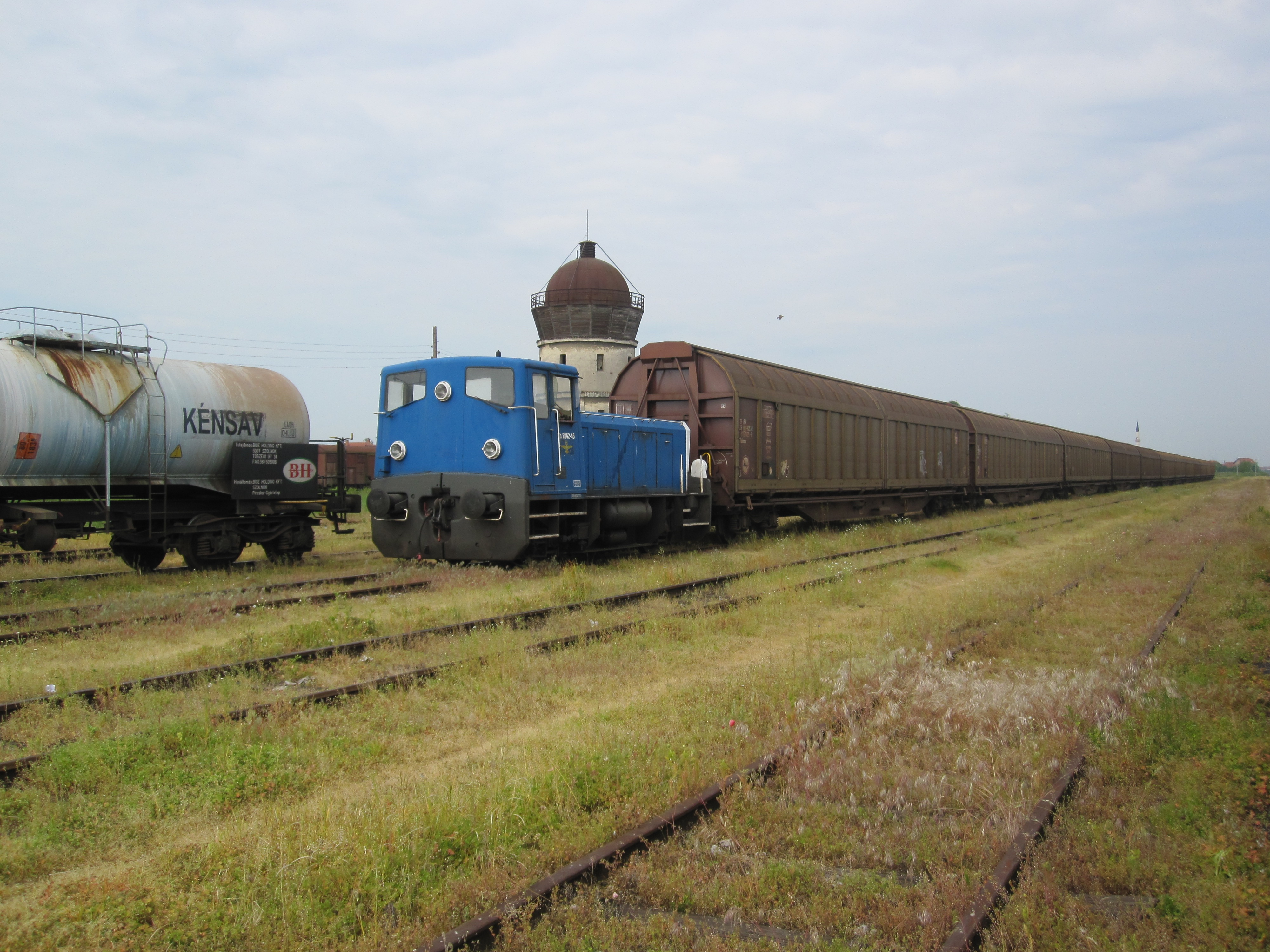
Дизель гідравлічний локомотив Rh-2062